# Gut Rickbruch
Gut Rickbruch ist ein denkmalgeschütztes Herrenhaus im Ortsteil Bremke der lippischen Gemeinde Extertal in Nordrhein-Westfalen.

## Geschichte und Architektur

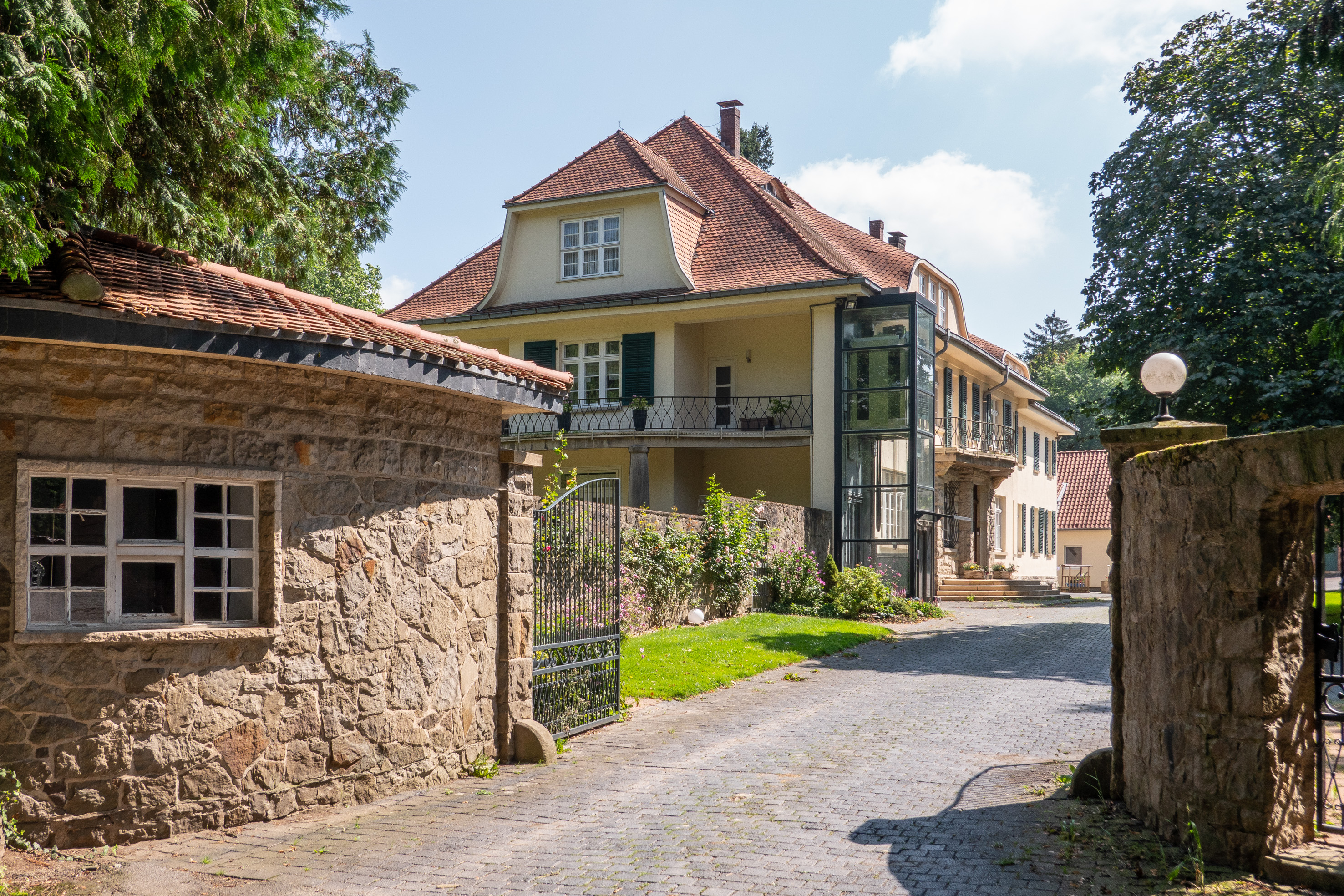
Gut Rickbruch

Das Herrenhaus ist ein zweigeschossiger Putzbau, das der Architekt Heiderich aus Paderborn im Jahr 1929 errichtete.  Das Haus ist in der Liste der Baudenkmäler in Extertal unter der Nummer 18 eingetragen. Nach dem Zweiten Weltkrieg hat 1945 der Oberbefehlshaber der Britischen Besatzungszone, Feldmarschall Sir Bernard Law Montgomery, das Gut Rickbruch zu seiner Residenz gewählt.